# Sclerophrys fuliginata
Sclerophrys fuliginata és una espècie de gripau de la família dels bufònids. Va ser batejat Bufo fuliginatus pel zoòleg belga Gaston-François De Witte el 1932. L'adjectiu llati fuliginata significa «cobert de sutge, fumat», el que al·ludeix al seu color fosc.
El 1964, Laurent el considera com un sinònim de Bufo funereus però Tandy & Keith el mantenen com una espècie distinta. El 2006, Frost et alii van reorganitzar el molt ample gènere d'amfibis Bufo i van classificar-lo com Amietophrynus fuliginatus, que al seu torn va esdevenir Sclerophys el 2016 després de l'estudi d'Ohler & Dubois.

## Descripció
Les femelles adultes atenyen fins a 65 mm de longitud del musell i els mascles 40 mm. El timpà és perceptible, però l'anell timpànic tendeix a estar cobert per berrugues espinoses. Les glàndules parotoides són prominents i cobertes d'espines de punta fosca, excepte en els mascles en condicions de reproducció completa. Els dits dels peus estan gairebé completament palmats. La pell, especialment les extremitats, és especialment espinosa, però menys en els mascles reproductors. Té una coloració gairebé uniforme, sense patró pronunciat.

## Distribució
Viu a República Democràtica del Congo, Tanzània i Zàmbia. El seu hàbitat inclou boscos i boscos de ribera tropicals o subtropicals fins a un altitud de 1880 m. Tot i que la urbanització i la desforestació destrueixen parts del seu hàbitat natural, ocupa una zona molt ample, per això la Llista Vermella de la UICN de 2016 el classifica en la categoria de risc mínim.